# Généalogie de la maison Bonaparte
La généalogie de la maison Bonaparte (famille Bonaparte, de Sarzane) présente l'arbre généalogique de la famille Bonaparte, de son membre le plus ancien jusqu'à nos jours, en ligne agnatique et incluant les branches illégitimes (généalogie non consensuelle).
Le membre le plus ancien de la lignée est Gianfaldo, patricien de Sarzane, qui a vécu dans cette ville entre 1180 et 1200 et a prêté serment à l'évêque de Luni en 1219 ou 1229.
Le 24 avril 1397, Giovanni Bonaparte, notaire, maire de Sarzane, commissaire de Giovanni Maria Visconti en 1408 pour la Lunigiana, épouse à Lucques Isabella Calandrini, fille de Federico Calandrini, Officiale della Porta San Donato, et de Maddalena de Griffi. Isabella Calandrini est la cousine du cardinal Filippo Calandrini, demi-frère du pape Nicolas V.

## Gianfaldo Buonaparte
Gianfaldo Buonaparte (1190 à Sarzane – ????), de Sarzane
- Giovanni Buonaparte (???? – vers 1312), notaire de Sarzane[Notes 3] , mariage (avant 1293) avec Vita di Sarzanalo[Notes 4] (avec postérité) ; mariage avec Giovanna Sachetti[Notes 5] (sans postérité).
  - Iacopo Buonaparte (???? – après 1338), dit « Giacopuccio », notaire impérial, maire de Sarzane ; mariage avec ?
    - Nicolosio Buonaparte (????-1397), notaire impérial ; mariage avec ?
      - Giovanni Buonaparte (???? – après 1404), notaire, maire de Sarzane, commissaire de Giovanni Maria Visconti ; mariage (24/04/1397 à Sarzane) avec Isabella Calandrini[Notes 6]
        - Cesare Buonaparte (???? – après 1404), notaire, prieur de Sarzane ; mariage (24/04/1397 à Sarzane) avec Apollonia Malaspina[Notes 7]
          - Giovanni Buonaparte (???? – 1501), surintendant du palais de St Martin de Fabrizio Colonna, régent de Bastia pour les Campofregoso ; mariage avec ?
            - Francesco Buonaparte (???? – après 1540 à Ajaccio), dit « le Maure », arbalétrier à cheval au service de Gênes ; mariage (1491 à Ajaccio) avec Caterina da Castelletto[Notes 8]
              - Gabriele Buonaparte (entre 1495 et 1515 à Sarzane – 1589 à Gênes), mercenaire à cheval de la république de Gênes à Ajaccio
                - Voir ci-dessous (Postérité de Gabriele Buonaparte)

              - fille Buonaparte ; mariage (1512) avec Francesco Montano.

## Gabriele Buonaparte
Postérité de Gabriele Buonaparte
- Gabriele Buonaparte (entre 1495 et 1515 à Sarzane – 1589 à Gênes), mercenaire à cheval de la république de Gênes à Ajaccio ; mariage avec ? Montano[Notes 9]
  - Girolamo Buonaparte (vers 1550 – 23/08/1650 à Ajaccio), notaire, procureur des Nobili Anziani, député d'Ajaccio près le Sénat de Gênes ; mariage (08/10/1565 à Ajaccio) avec Pellegrina Calvari[Notes 10]
    - Francesco Buonaparte (vers 1570 – 29/05/1633 à Ajaccio), capitaine de la ville, membre du Conseil des anciens d'Ajaccio ; mariage (1602) avec Camilla Cattaccioli[Notes 11] (???? à Bonifacio – 13/03/1624 à Ajaccio)
      - Geronima Buonaparte (1602 à Ajaccio – 22/01/1642 à Campo) ; mariage (26/04/1623 à Ajaccio) avec Domenico di Bozzi
      - Sebastiano Buonaparte (1603 à Ajaccio – 28/02/1642 à Ajaccio), membre du Conseil des anciens d'Ajaccio ; mariage (12/09/1623 à Ajaccio) avec Angela Trolio-Lubero (????-1629) ; mariage  (19/05/1630 à Ajaccio) avec Maria Rastelli[Notes 12] (???? – avant 1658)
        - Geronimo Buonaparte (15/05/1631 à Ajaccio – ????) ; mariage (24/08/1650 à Ajaccio) avec Isabella Costa
        - Camilla Buonaparte (26/07/1632 à Ajaccio – ????) mariage (24/08/1650 à Ajaccio) avec Giovanni Valerio Costa (vers 1631 à Ajaccio – ????)
        - Maddalena Buonaparte (12/12/1634 à Ajaccio – ????)
        - Carlo Maria Buonaparte (octobre 1637 – 26/08/1692 à Ajaccio) ; mariage (10/06/1657 à Ajaccio) avec Virginia Odone[Notes 13] (février 1642 à Ajaccio – ????)
          - Voir ci-dessous (Postérité de Carlo Maria Buonaparte (1637 - 1692))

        - Luciano Buonaparte
        - Napoleone Buonaparte
        - Alessandro Buonaparte

      - Marietta Buonaparte ; mariage avec Giuseppe Costa
      - Maria Rochetta Buonaparte (???? – avant 1663) ; mariage (04/11/1629 à Ajaccio) avec Giacomo Antonio Legaluppi
      - Giacominetta Buonaparte ; mariage (07/11/1629 à Ajaccio) avec Grazioso Tavera
      - Pellegra Buonaparte ; mariage avec Giovanni Natale Martinenghi

    - Laura Maria Buonaparte (???? – après 1620) ; mariage (vers 1600) avec Giovanni Maria Baciocchi
    - Luciano Buonaparte ; mariage avec ?
      - ? Buonaparte

  - Agostino Buonaparte (???? - après 1585) ; mariage avec ?
    - Angela Maria Buonaparte ; mariage (15/12/1624 à Ajaccio) avec Michele Basso[Notes 14]
    - Gabriele Buonaparte (????-25/09/1651 à Ajaccio) ; mariage (1612) avec Franceschetta ? ; mariage (22/07/1632 à Ajaccio) avec Angela ?
      - Anna Maria Buonaparte (30/08/1612 à Ajaccio – ????) ; mariage avec Giacomo de Bisina
      - Paola Buonaparte (29/01/1616 à Ajaccio – ????)
      - Giuseppe Buonaparte (17/10/1618 à Ajaccio – 30/08/1623 à Ajaccio)
      - Paola Maria Buonaparte (07/10/1623 à Ajaccio – ????)
      - Giovanni Battista Buonaparte (24/10/1634 à Ajaccio – ????)

  - Maria Battistina Buonaparte ; mariage avec  Giovanni Ambrogio Cavatorta
  - fille Buonaparte ; mariage avec Filippo Pietrasanta
  - Franceschetta Buonaparte ; mariage avec Pantaleo Mortara
  - Caterinetta Buonaparte ; mariage avec Nicola Baciocchi

## Carlo Maria Buonaparte (1637 - 1692)
Postérité de Carlo Maria Buonaparte (octobre 1637 – 26/08/1692 à Ajaccio)
- Carlo Maria Buonaparte (octobre 1637 – 26/08/1692 à Ajaccio) ; mariage (10/06/1657 à Ajaccio) avec Virginia Odone[Notes 13] (février 1642 à Ajaccio – ????)
  - Fiordelisa Buonaparte (21/10/1661 à Ajaccio – ????) ; mariage (17/01/1683 à Ajaccio) avec Domenico Costa
  - Giuseppe Maria Buonaparte (24/02/1663 à Ajaccio – 24/10/1703 à Ajaccio), membre du Conseil des Anciens d'Ajaccio ; mariage (20/12/1682 à Ajaccio) avec Maria Colonna di Bozzi[Notes 15] (juillet 1663 – 16/10/1704 à Ajaccio)
    - Sebastiano Nicolo Buonaparte (it) (29/09/1683 à Ajaccio – 24/11/1760 à Ajaccio), membre du Conseil des Anciens d'Ajaccio ; mariage (17/12/1708 à Ajaccio) avec Maria Anna Tusoli di Bocognano[Notes 16] (1690 à Bocognano – 17/09/1760 à Ajaccio)
      - Paola Maria Bonaparte (25/08/1710 à Ajaccio – ????) ; mariage (29/06/1737 à Ajaccio) avec Pietro Ternano (???? – avant 1750) ; mariage (1750) avec Michele Angelo Durazzo Fozzani (1698 à Fozzano – vers 1755) ; mariage (14/01/1756 à Ajaccio) avec Gaetano Alata (août 1735 à Ajaccio – ????)
      - Maddalena Bonaparte (vers 1712 à Zigliara – ????) ; mariage (1736) avec Frederick Von Moersbruck
      - Giuseppe Maria Bonaparte (31/05/1713 à Ajaccio – 13/12/1763 à Ajaccio), membre du Conseil des Anciens d'Ajaccio ; mariage (05/03/1741 à Ajaccio) avec Maria Saveria Paravisini[Notes 17] (07/09/1715 à Ajaccio – 1780)
        - Maria Gertrude Bonaparte (28/11/1741 à Ajaccio – décembre 1793) ; mariage (25/06/1763 à Ajaccio) avec Nicola Luigi Paravisini (vers 1739 à Ajaccio – 08/05/1813 à Ajaccio)
        - Sebastiano Bonaparte (1743 à Ajaccio – 24/11/1760 à Ajaccio)
        - Carlo Maria Bonaparte (27/03/1746 à Ajaccio – 24/02/1785 à Montpellier), assesseur (juge) à la juridiction d'Ajaccio ; mariage (07/06/1764 à Ajaccio) avec Maria Letizia Ramolino[Notes 18] (27/08/1750 à Ajaccio – 02/02/1836 à Rome) ; mariage avec Maria Virginia Alata[Notes 19] (05/02/1725 à Ajaccio – ????)
          - Voir ci-dessous (Postérité de Carlo Maria Buonaparte (1746 - 1785))

        - Marianna Bonaparte

      - Napoleone Bonaparte (vers 1717 à Ajaccio – 17/08/1767 à Corte), membre du Conseil des anciens d'Ajaccio ; mariage (04/11/1743 à Ajaccio) avec Maria Rosa Bozzi[Notes 20] (09/07/1725 à Ajaccio - ????)
        - Isabella Maria Bonaparte (1749 à Ajaccio – 20/01/1816 à Ajaccio) ; mariage avec (16/02/1766 à Ajaccio) Ludovico Antonio d'Ornano (07/06/1744 à Ajaccio – 04/06/1816 à Ajaccio), colonel de la Garde Nationale Française à Ajaccio

      - Luciano Bonaparte (08/01/1718 à Ajaccio – 15/10/1791 à Ajaccio), abbé et archidiacre d'Ajaccio
      - Carlo Sebastiano Bonaparte (19/10/1720 à Ajaccio – 20/10/1720 à Ajaccio)

    - Antonio Buonaparte (1684-????)
    - Francesca Maria Buonaparte (07/12/1685 à Ajaccio – ???? à Ajaccio)
    - Carlo Maria Buonaparte (06/08/1687 à Ajaccio – 1687 à Ajaccio)
    - Francesco Buonaparte (18/04/1689 à Ajaccio – ????)
    - Maria Anna Virginea Buonaparte (05/09/1690 à Ajaccio – ????) ; mariage (avant 1727) avec Federico Forcioli (septembre 1678 à Ajaccio – avant 1727) ; mariage (23/03/1727 à Ajaccio) avec Angelo Luigi di Bozzi (septembre 1667 à Ajaccio – 14/03/1737 à Ajaccio)
    - Paolo Geronimo Buonaparte (02/01/1696 à Ajaccio – ????)
    - Maria Saveria Buonaparte (19/01/1698 à Ajaccio – 1699 à Ajaccio)
    - Tommaso Saverio Buonaparte (21/12/1700 à Ajaccio – ????)

  - Giovanni Battista Buonaparte (04/05/1669 à Ajaccio – ????)
  - Francesco Buonaparte (20/12/1671 à Ajaccio – ????)

## Carlo Maria Buonaparte (1746 - 1785)
Postérité de Carlo Maria Bonaparte (27/03/1746 à Ajaccio – 24/02/1785 à Montpellier)
- Carlo Maria Bonaparte (27/03/1746 à Ajaccio – 24/02/1785 à Montpellier), assesseur (juge) à la juridiction d'Ajaccio ; mariage (07/06/1764 à Ajaccio) avec Maria Letizia Ramolino[Notes 18] (27/08/1750 à Ajaccio – 02/02/1836 à Rome) ; mariage avec Maria Virginia Alata[Notes 19] (05/02/1725 à Ajaccio – ????)
  - Napoleone Buonaparte (d) (1765 à Corte – 17/08/1765 à Corte)
  - Maria Anna Buonaparte (d) (03/01/1767 à Corte – 01/08/1768)
  - « Joseph » Giuseppe Nabulione Bonaparte (07/01/1768 à Corte – 28/07/1844 à Florence), avocat, diplomate, soldat, roi de Naples et de Sicile, roi d'Espagne, comte de Survilliers ; mariage (01/08/1794 à Cuges-les-Pins) avec Marie Julie Clary[Notes 21] (26/12/1771 à Marseille – 07/04/1845 à Florence), reine de Naples, reine d'Espagne ;  relation avec Maria Giulia Colonna, comtesse de Stigliano ; relation avec Annette Savage (???? à Philadelphie – ????) ; relation avec Émilie Hémart (1798-1879)
    - Julie Joséphine Bonaparte (29/02/1796 à Gênes – 06/06/1797 à Gênes)
    - Zénaïde Laëtitia Julie Bonaparte (08/07/1801 à Paris – 08/08/1854 à Naples) ; mariage (29/06/1822 à Bruxelles) avec Charles-Lucien Jules Laurent Bonaparte (24/05/1803 à Paris – 29/07/1857 à Paris), prince de Canino et Musignano, ornithologue, homme politique
    - Charlotte Napoléone Bonaparte (31/10/1802 à Paris – 03/03/1839 à Sarzane) ; mariage (23/07/1826 à Bruxelles) avec Napoléon Louis Bonaparte (18/12/1804 à Paris – 17/03/1831 à Paris), roi de Hollande, grand-duc de Berg et de Clèves
    - Giulio Colonna (09/09/1807-1836)
    - Teresa Colonna (octobre 1808 – ????)
    - ? Savage (1821-????)
    - Caroline Lafolie (1822-???? à Philadelphie) ; mariage (1839) avec Zebulon Howell Benton
    - Félix Joseph François Lacoste (1825-????), receveur particulier des finances à Thionville

  - « Napoléon » Napoleone Bonaparte (15/08/1769 à Ajaccio – 05/05/1821 à Jamestown), général des armées de la Révolution française, commandant en chef des armées d'Italie et d'Orient, Premier consul, consul à vie, empereur des Français ; mariage (09/03/1796 à Paris) avec « Joséphine » Marie-Josèphe Rose de Tascher de la Pagerie[Notes 22] (23/06/1763 aux Trois-Îlets – 29/05/1814 à Rueil-Malmaison), dite « Joséphine de Beauharnais », impératrice des Français, reine d'Italie ; relation avec Louise Catherine Éléonore Denuelle de la Plaigne[Notes 23] (03/09/1787 à Paris – 30/01/1868 à Paris) ; relation avec Maria Łączyński[Notes 24] (07/12/1786 à Kiernozia – 11/12/1817 à Paris), dite « Marie Walewska », comtesse Walewski ; mariage (01/04/1810 à Saint-Cloud) avec Maria Ludovica Leopoldina Franziska Therese Josepha Lucia Von Habsburg-Lothringen[Notes 25] (12/12/1791 à Vienne – 18/12/1847 à Vienne), dite « Marie-Louise d'Autriche », archiduchesse d'Autriche, impératrice des Français, reine d'Italie, duchesse de Parme, de Plaisance et de Guastalla
    - Voir ci-dessous (Famille de Napoléon Ier)

  - Maria Anna Bonaparte (d) (14/07/1771 à Ajaccio – 23/11/1771 à Ajaccio)
  - fille Bonaparte (1773-1773)
  - « Lucien » Luciano Bonaparte (21/05/1775 à Ajaccio – 29/06/1840 à Viterbe), homme politique, prince romain de Canino et de Musignano ; mariage (04/05/1794 à Saint-Maximin-la-Sainte-Baume) avec « Christine » Catherine Éléonore Boyer[Notes 26] (03/07/1771 à Saint-Maximin-la-Sainte-Baume – 14/05/1800 à Paris) ; mariage (25/05/1803 à Paris) avec Marie-Laurence Charlotte Alexandrine Jacob de Bleschamp[Notes 27] (23/02/1778 à Calais – 12/07/1855 à Senigallia)
    - Voir ci-dessous (Famille de « Lucien » Luciano Bonaparte)

  - « Élisa » Maria Anna Bonaparte (03/01/1777 à Ajaccio – 07/08/1820 à Trieste), princesse de Piombino et de Lucques, grande-duchesse de Toscane ; mariage (01/05/1797 à Marseille) avec Felice Pasquale Bacciochi (18/05/1762 à Ajaccio – 27/04/1841 à Bologne), sénateur, prince de Lucques et de Piombino, général d'Empire, homme politique
  - « Louis » Luigi Napoleone Bonaparte (02/09/1778 à Ajaccio – 25/07/1846 à Livourne), roi de Hollande, comte de Saint-Leu-la-Forêt ; mariage (03/01/1802 à Paris) avec Hortense Eugénie Cécile de Beauharnais[Notes 28] (10/04/1783 à Paris – 05/08/1837 à Salenstein), reine de Hollande, duchesse de Saint-Leu-la-Forêt ; relation avec Jeanne Félicité Roland
    - Napoléon Louis Charles Bonaparte (11/10/1802 à Paris – 05/05/1807 à La Haye)
    - Napoléon Louis Bonaparte (18/12/1804 à Paris – 17/03/1831 à Paris), roi de Hollande, grand-duc de Berg et de Clèves ; mariage (23/07/1826 à Bruxelles) avec Charlotte Napoléone Bonaparte (31/10/1802 à Paris – 03/03/1839 à Sarzane) (voir plus haut)
    - Charles Louis Napoléon Bonaparte (20/04/1808 à Paris – 09/01/1873 à Chislehurst), président de la République, empereur des Français ; relation avec Maria Anna Schiess (1812-1880) ; relation avec Désirée Éléonore Alexandrine Vergeot[Notes 29] (03/09/1820 à Estouilly – 04/08/1886 au Vésinet), lingère ; mariage (23/01/1853 à Paris) avec María Eugenia Ignacia Augustina de Palafox-Portocarrero y Kirkpatrick de Closeburn[Notes 30] (05/05/1826 à Grenade – 11/07/1920 à Madrid), dite « Eugénie de Montijo », comtesse de Téba et de Montijo, marquise d'Ardales et de Moya ; relation avec Virginia Elisabetta Luisa Carlotta Antonietta Teresa Maria Oldoïni[Notes 31] (23/03/1837 à La Spezia – 28/11/1899 à Paris), dite « la Catsiglione », comtesse de Castiglione ; relation avec Julie Justine Marie Lebœuf[Notes 32] (10/06/1838 à Saumur – 23/11/1886 à Villeneuve-sous-Dammartin), dite « Marguerite Bellanger », comédienne, danseuse acrobatique ; relation avec Armance ? (1830-1913) ; relation avec Pascalie ? (1828-????), nourrice des enfants adultérins de Napoléon III ; relation avec Valentine Haussmann (01/12/1843 à Bordeaux – 03/04/1901 à Arcachon)
      - Bonaventur Karrer (1839-1921)
      - Alexandre Louis Eugène Bure (25/02/1843 à Paris – 14/02/1910 à Saint-André-de-Seignanx), comte d'Orx, consul général de France à Zanzibar ; mariage (1877 à Neuilly-sur-Seine) avec Alphonsine Pauline Homel
        - ? Bure
        - Jeanne Amélie Bure (31/12/1880 à Saint-André-de-Seignanx - 04/03/1972 à Bénesse-Maremne)
        - (...enfant mort-né, masculin...) Bure (28/11/1885 à Saint-André-de-Seignanx - 28/11/1885 à Saint-André-de-Seignanx)
        - Jeanne Marie Antoinette Bure (01/09/1887 à Saint-André-de-Seignanx - 06/08/1975 à Bordeaux)

      - Alexandre Louis Ernest Bure (19/03/1845 à Paris – 11/02/1882 à Paris), comte de Labenne, receveur des finances ; mariage (12/03/1879 à Paris) avec Marie-Henriette Paradis (vers 1857 – ????)
        - Georges Henri Louis Bure de Labenne (20/03/1880-1884)

      - « Louis-Napoléon » Napoléon Eugène Louis Jean Joseph Bonaparte (16/03/1856 à Paris – 01/06/1879 à Ulundi)
      - Arthur Christophe Hugenschmidt (22/09/1862 à Paris – 07/09/1929 à Paris), chirurgien-dentiste
      - Charles Lebœuf (24/02/1864-11/12/1941), officier
      - Benoni Depuille
      - Christian Corbière
      - Jules Adrien Hadot (1865-1939) ; mariage avec Anne CLAVEAU
        - Napoléon Hadot ; mariage avec Henriette Dupont de l'Eure
        - Jeanne Hadot ; mariage avec Ange Luiggi, marquis de Luiggi-Giafferi

    - Louis de Castelvecchio (1826 à Rome – 1869 à rennes), comte de Castelvecchio ; mariage (1847 à Florence) avec Florence Élise Pasteur d'Étrellis (1826 à Paris – 1894 à Florence)
      - Marceline de Castelvecchio (1848-????)
      - Joséphine de Castelvecchio (1857-????)

  - garçon Bonaparte (1779-1779)
  - « Pauline » Maria Paoletta Bonaparte (20/10/1780 à Ajaccio – 09/06/1825 à Florence), duchesse de Guastalla ; mariage (14/06/1797 à Mombello) avec Charles Victoire Emmanuel Leclerc (17/03/1772 à Pontoise – 02/11/1802 à Cap-Haïtien), général en chef de l'expédition de Saint-Domingue ; mariage (06/11/1803 à Mortefontaine) avec Camillo Filippo Ludovico Borghèse (15/07/1775 à Rome – 10/04/1832 à Florence), prince Borghèse, prince de Sulmona et de Rossano, duc de Guastalla
  - « Caroline » Maria Annunziata Bonaparte (25/03/1782 à Ajaccio – 18/05/1839 à Florence), comtesse de Lipona, grande-duchesse de Berg, reine de Naples ; mariage (20/01/1800 à Mortefontaine) avec Joachim Murat[Notes 33] (25/03/1767 à Labastide-Murat – 13/10/1815 à Pizzo), roi de Naples, grand-duc de Berg et de Clèves
  - « Jérôme » Girolamo Bonaparte (15/11/1784 à Ajaccio – 24/06/1860 à Massy), roi de Westphalie, prince de Montfort[Notes 37]
    - Félicité Mélanie Adélaïde Lagarde (07/09/1803 à Nantes – 08/07/1876 à Bad Oeynhausen) ; mariage avec Carl Von Schlotheim (1796-1869), baron de Schlotheim
    - Jérôme Napoléon Charles Bonaparte-Patterson (07/07/1805 à Camberwell – 17/06/1870 à Baltimore) ; mariage (03/09/1829 à Baltimore) avec Susan May Williams[Notes 38] (02/04/1812 à Baltimore – 15/09/1881 à Baltimore)
      - Jérôme Napoléon Bonaparte-Patterson (05/11/1830 à Baltimore – 04/04/1893 à Beverly), officier dans l'US Army, colonel dans l'armée française sous Napoléon III ; mariage (04/10/1870 à Baltimore) avec Caroline Leroy Appleton[Notes 39] (04/11/1841 à Boston – 19/11/1911 à Washington)
        - Louise Eugénie Bonaparte-Patterson (07/02/1873 à Baltimore – 22/01/1923 à Biarritz) ; mariage (29/12/1896 à Washington) avec Adam Carl Af Moltke-Huitfield (31/07/1864 à Paris – 09/10/1944 à Copenhague)
        - Jérôme Napoléon Charles Bonaparte-Patterson (26/02/1878 à Paris – 10/11/1945 à New York) ; mariage (1914 à New York) avec Blanche Pierce[Notes 40] (????-1950 à New York)

      - Charles Joseph Bonaparte-Patterson (09/06/1851 à Baltimore – 28/06/1921 à Baltimore), homme politique, secrétaire à la Marine puis procureur général dans le cabinet du président Theodore Roosevelt ; mariage (01/09/1875 à Newport) avec Ellen Channing Day[Notes 41] (25/09/1852-23/06/1924 à Washington)

    - « Jenny » Jérômée Catharina Rabe Von Pappenhein (07/09/1811-29/06/1890) ; mariage (1837) avec Werner Von Gustedt (1813-1864)
    - Marie Pauline Rabe Von Pappenhein (11/07/1813-1873 à Paris), religieuse au couvent des oiseaux
    - Karl Philipp Heinrich Bach (décembre 1811 – 15/12/1870), géologue, ingénieur-cartographe, paysagiste ; mariage avec Sabina Ludovica De Stetten[Notes 42]
      - Ferdinand Sigismond Bach (15/08/1859-18/11/1952 à Compiègne), dit « Ferdinand Bac », écrivain, dessinateur, caricaturiste, décorateur, peintre, ferronnier, paysagiste, lithographe

    - Jérôme Napoléon Charles Frédéric Bonaparte (24/08/1814 à Trieste – 12/05/1847 à Florence), dit « Jérôme de Montfort », prince de Montfort, colonel dans l'armée de Wurtemberg
    - Mathilde Laëtitia Wilhelmine Bonaparte (27/05/1820 à Trieste – 02/01/1904 à Paris) ; mariage avec (01/11/1840 à Florence) Anatóliï Nikoláïevitch Demidoff[Notes 43] (05/04/1813 à Moscou – 29/04/1870 à Paris), prince de San Donato, industriel, mécène
    - « Napoléon-Jérôme » Napoléon Joseph Charles Paul Bonaparte (09/09/1822 à Trieste – 17/03/1891 à Rome), dit « Plon-Plon », comte de Montfort, comte de Meudon et comte de Moncalieri, député, ministre, sénateur ; mariage avec (30/01/1859 à Turin) Terèsa Ludovica Marìa Clotilde Di Savoia-Carignano[Notes 44] (02/03/1843 à Turin – 25/06/1911 à Moncalieri) ; relation avec Charlotte De Carbonel De Canisy (vers 1852-????)
      - Napoléon Victor Jérôme Frédéric Bonaparte (18/07/1862 à Paris – 03/05/1926 à Bruxelles), prince Napoléon ; mariage (14/10/1910 à Moncalieri) avec Clémentine Albertine Marie Léopoldine De Saxe-Cobourg-Gotha[Notes 45] (30/07/1872 à Laeken – 08/03/1955 à Nice), princesse de Belgique, duchesse de Saxe, princesse de Saxe-Cobourg-Gotha
        - Marie-Clotilde Eugénie Alberta Laëtitia Geneviève Bonaparte (20/03/1912 à Bruxelles – 14/04/1996 à Cendrieux) ; mariage (17/10/1938 à Londres) avec Serge de Witt (11/01/1892 à Moscou – 21/07/1990 à Cendrieux)
        - Louis Jérôme Victor-Emmanuel Léopold Marie Bonaparte (23/01/1914 à Bruxelles – 03/05/1997 à Genolier), prince Napoléon ; mariage (16/08/1949 à Linières-Bouton) avec Alix Marie Josèphe Thérèse de Foresta[Notes 46] (04/04/1926 à Marseille)
          - Charles Marie Jérôme Victor Napoléon (19/10/1950 à Boulogne-Billancourt) ; mariage (19/12/1978 à Paris – 02/05/1989 à Nanterre) avec Béatrice Marie Caroline Louise Françoise de Bourbon-Siciles[Notes 47] (16/06/1950 à Saint-Raphaël) ; mariage (28/09/1996) avec Jeanne Françoise Valliccioni[Notes 48] (26/03/1958 à Ortiporio)
            - Caroline Marie Constance Napoléon (24/10/1980) ; mariage (19/09/2009 à Castellabate) avec Éric Alain Marie Quérénet-Onfroy de Bréville[Notes 49] (20/06/1971 à Neuilly-sur-Seine)
            - Jean-Christophe Louis Ferdinand Albéric Napoléon (11/07/1986 à Saint-Raphaël), prince Napoléon
            - Sophie Catherine Napoléon (18/04/1992 à Paris)
            - (par adoption) Anh Laëtita Napoléon (22/04/1998 à Hô-Chi-Minh-Ville)

          - Catherine Élisabeth Albérique Marie Napoléon (19/10/1950 à Boulogne-Billancourt) ; mariage (04/06/1974 à Prangins – 1982) avec Nicolò San Martino d'Aglie di San Germano (03/07/1948), marquis de Fontanetto ; mariage (13/10/1982 à Paris) avec Jean-Claude Dualé (03/11/1936)
          - Laure Clémentine Geneviève Napoléon (08/10/1952 à Paris) ; mariage (23/12/1982 à Grenoble) avec Jean-Claude Lecomte (15/03/1948 à Ax-les-Thermes)
          - Jérôme Xavier Marie Joseph Victor Napoléon (14/01/1957 à Boulogne-Billancourt)

      - Napoléon Louis Joseph Jérôme Bonaparte (16/07/1864 à Meudon – 14/10/1932 à Prangins), lieutenant-général, gouverneur à Erevan
      - Marie Laëtitia Eugénie Catherine Adélaïde Bonaparte (20/12/1866 à Paris – 25/10/1926 à Moncalieri) ; mariage (11/09/1888 à Turin) avec Amedèo Ferdinando Marìa de Savoie-Carignan[Notes 50] (1845 à Aoste – 18/01/1890 à Turin), duc d'Aoste, roi d'Espagne
      - Lucien de Céligny ; mariage avec ? Daireaux
        - Léticia de Céligny ; mariage avec Harold Fitch
          - Catherine de Céligny ; mariage avec ? Lévy-Solal, docteur

    - Giulio Minoar (1820-1856)
    - Jérôme Bonaparte (1840 à Paris – 1856 à Thiers)
    - Paul Bonaparte (1845 à Paris – 1845 à Paris)

### Famille de NapoléonIer
Postérité de « Napoléon » Napoleone Bonaparte (15/08/1769 à Ajaccio – 05/05/1821 à Jamestown)
- « Napoléon » Napoleone Bonaparte (15/08/1769 à Ajaccio – 05/05/1821 à Jamestown), général des armées de la Révolution française, commandant en chef des armées d'Italie et d'Orient, Premier consul, consul à vie, empereur des Français ; mariage (09/03/1796 à Paris) avec « Joséphine » Marie-Josèphe Rose de Tascher de la Pagerie[Notes 22] (23/06/1763 aux Trois-Îlets – 29/05/1814 à Rueil-Malmaison), dite « Joséphine de Beauharnais », impératrice des Français, reine d'Italie ; relation avec Louise Catherine Éléonore Denuelle de la Plaigne[Notes 23] (03/09/1787 à Paris – 30/01/1868 à Paris) ; relation avec Maria Łączyński[Notes 24] (07/12/1786 à Kiernozia – 11/12/1817 à Paris), dite « Marie Walewska », comtesse Walewski ; mariage (01/04/1810 à Saint-Cloud) avec Maria Ludovica Leopoldina Franziska Therese Josepha Lucia Von Habsburg-Lothringen[Notes 25] (12/12/1791 à Vienne – 18/12/1847 à Vienne), dite « Marie-Louise d'Autriche », archiduchesse d'Autriche, impératrice des Français, reine d'Italie, duchesse de Parme, Plaisance et Guastalla
  - Charles Léon (15/12/1806 à Paris – 14/04/1881 à Pontoise), comte Léon ; mariage avec (1862) « Fanny » Françoise Jonet (14/01/1831-1899)
    - Charlélie Léon (1854-1855)
    - Charles Léon (24/10/1855 à L'Île-Saint-Denis - 1894), comte Léon ; mariage (27/12/1888 à Saint-Germain-en-Laye) avec Jeanne Marie Elegeert (02/02/1847 à Gand - 1925)
    - Gaston Léon (1857-1937), comte Léon ; mariage avec ? ; mariage avec Marie Irma Germain
      - Fernande Léon (1884-????) ; mariage avec ? Brisart
      - Gaston Léon (1886-1976), comte Léon ; mariage avec ?
        - Gaston Léon (1911-1994), comte Léon

      - ? Léon
      - ? Léon
      - ? Léon
      - Charles Léon (15/04/1911 à Paris 14° - 23/05/1994 à Bry-sur-Marne), comte Léon ; mariage (13/08/1932 à Villiers-sur-Marne) avec Yvonne Ursule Haquin (02/04/1909 à Bussy-Saint-Georges - 01/02/1991 à Férolles-Attilly)
        - fille Léon

    - Fernand Léon (1861-1918)
    - Charlotte Léon (1867-1946), institutrice ; mariage (03/08/1895) avec Armand Mesnard
    - Fanny Léon (1868-1868)

  - Alexandre Florian Joseph Colonna-Walewski (04/05/1810 à Walewice – 27/10/1868 à Strasbourg), comte Walewski et de l'Empire, homme politique, ministre des affaires étrangères ; mariage (01/12/1831 à Londres) avec Catherine Caroline Montagu[Notes 51] (07/10/1808 à Londres – 30/04/1834 à Paris) ; relation en 1844 Élisabeth Rachel Félix[Notes 52] (21/02/1821 à Mumpf – 03/01/1858 au Cannet), tragédienne
    - Louise Marie Colonna-Walewski (14/12/1932-1833)
    - Georges Édouard Auguste Colonna-Walewski (07/03/1834 à Paris – 09/05/1835 à Paris)
    - Alexandre Antoine Jean Colonna-Walewski (03/11/1844 à Marly-le-Roi – 20/08/1898 à Turin), comte Walewski, consul général de France ; mariage (17/11/1868 à Paris) avec Jeanne Claire Marie Saladduchin (26/05/1845 à Paris – 22/01/1881 à Palerme) ; mariage (04/06/1846 à Florence) avec Marìa Anna Catherine Clarissa Cassandra Ricci[Notes 53] (18/07/1823-18/11/1912 à Paris)
      - Madeleine Colonna-Walewski (1869-1955) ; mariage (1898) avec Giuseppe Rossi del Barbazzale (????-1924)
      - André Colonna-Walewski (1871-1954) ; mariage (1901 à Paris) avec Marie Molinos (1877-1976)
        - Antoine Colonna-Walewski (25/10/1904 à Paris – 1990) ; mariage (21/02/1933 à Amiens) avec Cécile Duvette (14/08/1911 à Amiens – 16/02/1952 à Paris) ; mariage (06/05/1960 à Paris) avec Solange Bernard de Maurin (09/08/1930 à Melun – 26/12/1975 à Paris)
          - Alexandre Colonna-Walewski (22/01/1934 à Paris) ; mariage (23/04/1963) avec Marguerite Le Duc de Lillers (16/01/1942 à Boulogne-Billancourt)
            - André Colonna-Walewski (31/03/1964 à Paris) ; mariage (04/03/2000) avec Hélène Desmousseaux de Givré (31/03/1969)
              - Hortense Colonna-Walewski (29/05/2002 à Neuilly-sur-Seine)
              - Armand Colonna-Walewski (24/02/2004 à Neuilly-sur-Seine)
              - Alexia Colonna-Walewski (13/11/2007)

            - Raphaël Colonna-Walewski (22/10/1966 à Neuilly-sur-Seine) ; mariage (12/01/1996 à Neuilly-sur-Seine) avec Alexandra Denjoy (28/08/1971 à Neuilly-sur-Seine)
              - Adrien Colonna-Walewski (02/10/1997 à Neuilly-sur-Seine)

            - Fabrice Colonna-Walewski (14/10/1968 à Neuilly-sur-Seine) ; mariage (06/07/1991) avec Maguelonne Rédier (04/03/1971 à Paris)
              - Laëtitia Colonna-Walewski (02/06/1993 à Paris)
              - Pauline Colonna-Walewski (05/10/1995 à Paris)
              - Flore Colonna-Walewski (23/11/1998 à Boulogne-Billancourt)
              - Alexandre Colonna-Walewski (26/04/2004 à Neuilly-sur-Seine)

          - Florian Claude René Colonna-Walewski (01/11/1935 à Paris – 14/09/2003) ; mariage (01/07/1963 à Paris) avec Patricia de Vogüé (07/05/1939 à Paris)
            - Nathalie Anne Cécile Marie Colonna-Walewski (10/12/1964 à Neuilly-sur-Seine) ; mariage (06/02/1993) avec Jean Nicolas Méo (10/03/1964 à Paris)
            - Marie Caroline Jacqueline Isabelle Colonna-Walewski (22/08/1967 à Neuilly-sur-Seine) ; mariage (25/10/2003) avec Patrick Kervyn de Volkaersbeke (01/10/1969 à Gand)
            - François Yves Ghislain Colonna-Walewski (23/03/1972 à Neuilly-sur-Seine)
            - Christophe Reynier Marc Antoine Marie Colonna-Walewski (05/07/1979 à Neuilly-sur-Seine) ; mariage (02/09/2006 à Saint-Raphaël) avec Louise de la Rochefoucauld (24/06/1982 à Paris)

          - Isabelle Colonna-Walewski (06/04/1942 à Paris) ; mariage (18/06/1963 à Paris) avec Robert de Laguiche (23/12/1931 à Basel), comte de Laguiche
          - Jérôme Colonna-Walewski (30/10/1961 à Neuilly-sur-Seine) ; mariage (25/04/1987 à Paris) avec Blandine Angot (15/03/1960 à Lyon)
            - Marie Colonna-Walewski (05/04/1988 à Paris)
            - Astrid Colonna-Walewski (18/03/1990 à Paris)
            - Augustin Colonna-Walewski (15/01/1993 à Francfort-sur-le-Main)

          - Nicolas Colonna-Walewski (02/05/1965 à Neuilly-sur-Seine) ; mariage (31/05/1997) avec Clotilde le Saux (15/06/1972)
            - Lucien Colonna-Walewski (11/12/2000)
            - Ladislas Colonna-Walewski (10/01/2003 à Paris)
            - Melchior Colonna-Walewski (09/11/2004 à Londres)

        - Roger Colonna-Walewski (15/05/1907 à Paris – 27/01/1968) ; mariage (10/11/1931 à Nancy) avec Micheline Paul-Cavallier (02/03/1914 à Pont-à-Mousson – 27/01/1968)
          - Marie Christine Colonna-Walewski (29/07/1933 à Nancy) ; mariage (12/03/1964 à Paris) avec Alfred de Rougé (21/12/1921 à Chenillé-Changé – 20/04/1993), vicomte de Rougé
          - Florence Colonna-Walewski (05/04/1936 à Paris) ; mariage (03/07/1957 à Paris) avec Didier Riant (26/06/1926 à Paris)
          - Charles André Colonna-Walewski (09/10/1948 à Paris) ; mariage (12/12/1987 à Paris) avec Berta Gomez de la Vega (12/04/1952)

      - Henri Alexandre Charles Colonna-Walewski (????-1883)

    - Isabelle Colonna-Walewski (12/05/1847 à Buenos Aires – 02/07/1847 à Buenos Aires)
    - Charles Zanobi Rodolphe Colonna-Walewski (04/06/1848 à Florence – 02/10/1916 à Villers-Cotterêts), lieutenant-colonel au 131e régiment d'infanterie de ligne ; mariage (1885) avec Félicie Douay (1860-1952)
    - « Élisa » Catherine Élisabeth Élise Colonna-Walewski (15/12/1849 à Florence – 14/03/1927 à Paris) ; mariage (10/10/1870 à Paris) avec Félix de Bourqueney[Notes 54] (25/04/1847 à Constantinople – 17/06/1912 à La Chartre-sur-le-Loir), lieutenant des mobiles de la Seine, secrétaire d'ambassade, ministre plénipotentiaire et directeur du protocole, Chevalier de la Légion d'honneur
    - Eugénie Louisa Irène Colonna-Walewski (30/03/1856 à Paris – 22/11/1884 à Arcachon) ; mariage (15/07/1875 à Paris) avec Frédéric Mathéus (20/07/1846 à Écouis – 25/02/1929 à Paris), comte romain, auditeur au Conseil d'État

  - Napoléon François Joseph Charles Bonaparte (20/03/1811 à Paris – 22/07/1832 à Vienne), prince impérial, roi de Rome, prince de Parme, duc de Reichstadt, empereur des Français

### Famille Lucien Bonaparte
Famille de « Lucien » Luciano Bonaparte (21/05/1775 à Ajaccio – 29/06/1840 à Viterbe)
- « Lucien » Luciano Bonaparte (21/05/1775 à Ajaccio – 29/06/1840 à Viterbe), homme politique, prince romain de Canino et de Musignano ; mariage (04/05/1794 à Saint-Maximin-la-Sainte-Baume) avec « Christine » Catherine Éléonore Boyer[Notes 26] (03/07/1771 à Saint-Maximin-la-Sainte-Baume – 14/05/1800 à Paris) ; mariage (25/05/1803 à Paris) avec Marie-Laurence Charlotte Alexandrine Jacob de Bleschamp[Notes 27] (23/02/1778 à Calais – 12/07/1855 à Senigallia)
  - Philistine Charlotte Bonaparte (22/02/1795 à Saint-Maximin-la-Sainte-Baume – 06/05/1865 à Rome) ; mariage (27/12/1815 à Rome) avec Mario Gabrielli (06/12/1773 à Rome – 18/09/1841 à Rome), prince de Prossedi ; mariage (1842) avec Settimio Centamori, chevalier
  - garçon Bonaparte (13/03/1796-13/03/1796)
  - Victoire Gertrude Bonaparte (09/07/1797 à Ajaccio – 09/07/1797 à Ajaccio)
  - Christine Charlotte Alexandrine Égypta Bonaparte (19/10/1798 à Paris – 19/05/1847 à Rome) ; mariage (18/03/1818 à Rome) avec Arvid Posse (11/06/1782 à Stockholm – 1831 à Washington), chambellan à la cour de Suède ; mariage (20/07/1824) avec Dudley Coutts-Stuart (11/01/1803 à Londres – 17/11/1854 à Stockholm), député à la Chambre des communes
  - Charles-Lucien Jules Laurent Bonaparte (24/05/1803 à Paris – 29/07/1857 à Paris), prince romain de Canino et Musignano, naturaliste, ornithologue, homme politique ; mariage (29/06/1822 à Bruxelles) avec Zénaïde Laëtitia Julie Bonaparte (08/07/1801 à Paris – 08/08/1854 à Naples)
    - Joseph-Lucien Charles Napoléon Bonaparte (12/02/1824 à Philadelphie – 02/09/1865 à Rome), prince de Canino et Musignano
    - Alexandrine Gertrude Zénaïde Bonaparte (06/07/1826 à Philadelphie – mai 1828 à Livourne)
    - Lucien-Louis Joseph Napoléon Bonaparte (15/11/1828 à Rome – 19/11/1895 à Rome), prince romain de Canino et Musignano, homme d'église et cardinal
    - Julie Charlotte Pauline Zénaïde Laëtitia Désirée Bartholomée Bonaparte (06/06/1830 à Rome – 28/10/1900 à Rome), marquise de Roccagiovine, salonnière ; mariage (30/08/1847 à Rome) avec Alessandro del Gallo (15/03/1826-30/11/1892), marquis de Roccagiovine
    - Charlotte Honorine Joséphine Pauline Bonaparte (04/03/1832 à Rome – 10/09/1901 à Spolète) ; mariage (04/10/1848 à Rome) avec Pietro Primoli di Foglia (05/07/1821 à Rome – 30/12/1883 à Rome), officier dans la marine pontificale
    - Léonie Stéphanie Élise Bonaparte (18/09/1833 à Florence – 14/09/1839 à Ariccia)
    - Marie-Désirée Eugénie Joséphine Philomène Bonaparte (18/03/1835 à Rome – 28/08/1890 à Spolète) ; mariage (02/03/1851 à Rome) avec Paolo Campello Della Spina (18/05/1829-21/03/1917), propriétaire, auteur d'ouvrages historiques
    - Augusta Amélie Maximilienne Jacqueline Bonaparte (09/11/1836 à Rome – 29/03/1900 à Rome) ; mariage (01/02/1856 à Rome) avec Placido Gabrielli[Notes 55] (09/11/1832 à Rome – 03/09/1911 à Rome), prince de Prossedi, président de la Banque de Rome
    - Napoléon-Charles Grégoire Jacques Philippe Bonaparte (05/02/1839 à Rome – 11/02/1899 à Rome), prince de Canino et Musignano, officier de la Légion étrangère ; mariage (26/11/1859 à Rome) avec Maria Cristina Ruspoli (25/07/1842 à Rome – 12/02/1907 à Rome)
      - Zénaïde Eugénie Bonaparte (29/09/1860 à Rome – 14/09/1862 à Rome)
      - Marie Léonie Eugénie Mathilde Jeanne Julie Zénaïde Bonaparte (10/12/1870 à Rome – 1947 à Rome) ; mariage (26/11/1891 à Rome) avec Enrico Gotti (18/07/1867 à Turin – 06/06/1920)
      - Eugénie Laëtitia Barbe Caroline Lucienne Marie Jeanne Bonaparte (06/09/1872 à Grottaferrata – 01/07/1949 à Paris) ; mariage (16/11/1898 à Rome – 1923) avec Napoléon Ney (11/01/1870 à Paris – 21/10/1928 à Paris), duc d'Elchingen, prince de la Moskowa

    - Bathilde Aloïse Léonie Bonaparte (26/11/1840 à Rome – 09/06/1861 à Paris) ; mariage (14/10/1856 à Paris) avec Louis Joseph Napoléon de Cambacérès (22/08/1832 à Paris – 22/08/1868 à Chamonix-Mont-Blanc), comte de Cambacérès, auditeur au Conseil d'État, député de l'Aisne, chevalier de l'Étoile polaire de Suède
    - Albertine Marie Thérèse Bonaparte (12/03/1842 à Florence – 03/06/1842 à Rome)
    - Charles  Albert Bonaparte (22/03/1843 à Rome – 06/12/1847 à Rome)

  - Laëtitia Christine Bonaparte (01/12/1804 à Milan – 15/03/1871 à Florence) ; mariage (04/03/1821 à Canino) avec Thomas Wyse (09/12/1791-15/04/1862 à Athènes), politicien, diplomate
  - Joseph Lucien Bonaparte (14/06/1806 à Rome – 15/08/1807 à Rome)
  - Jeanne Bonaparte (22/07/1807 à Rome – 22/09/1829 à Jesi) mariage (juin 1825 à Canino) avec Honorato Honorati (vers 1800-20/07/1856 à Jesi), marquis Honorati
  - Paul Marie Bonaparte (19/02/1809 à Canino – 07/09/1827 près de Nauplie)
  - Louis-Lucien Bonaparte (04/01/1813 à Thorngrove – 03/11/1891 à Fano), député et sénateur du Second Empire, linguiste, philologue, spécialiste de la langue basque, chimiste ; mariage (04/10/1832 à Florence) avec Maria Anna Cecchi (27/03/1813-17/03/1891 à Ajaccio) ; mariage (15/06/1891 à Londres) avec Marie-Clémence Richard[Notes 56] (23/11/1830 à Larrau – 14/11/1915 à Londres)
    - Louis-Clovis Bonaparte (11/02/1859-14/05/1894), ingénieur ; mariage (30/05/1888 à l'Île de Man) avec Rosalie Barlow ; mariage (14/10/1891) avec Laura Elizabeth Scott[Notes 57] (03/07/1872 à Londres – 13/04/1953 à Londres)

  - Pierre-Napoléon Bonaparte (11/10/1815 à Rome – 07/04/1881 à Versailles), député ; mariage (22/03/1853) avec Éléonore-Justine Ruflin (01/07/1832 à Paris – 13/10/1905 à Paris), dite « Nina »
    - Roland Bonaparte (19/05/1858 à Paris – 14/04/1924 à Paris), géographe, botaniste ; mariage (06/11/1880 à Paris) avec Marie-Félix Blanc[Notes 58] (22/12/1859 à Paris – 01/08/1922 à Saint-Cloud)
      - Marie Laëtitia Bonaparte (02/07/1882 à Saint-Cloud – 21/09/1962 à Gassin), femme de lettres, psychanalyste ; mariage avec (21/11/1907 à Paris) Geórgios tis Elladas[Notes 59] (24/06/1869 à Corfou – 25/11/1957 à Saint-Cloud), dit « Georges de Grèce et de Danemark », amiral, haut-commissaire de la Crète autonome

    - Jeanne Bonaparte (25/09/1861 à Villers-devant-Orval – 21/07/1910 à Paris), peintre, sculpteur ; mariage (22/03/1882 à Paris) avec Christian de Villeneuve-Esclapon (08/08/1852 à Aix-en-Provence – 03/04/1931 à Paris), marquis de Villeneuve-Esclapon, homme politique, député de Corse

  - Antoine Bonaparte (31/10/1816 à Frascati – 28/03/1877 à Florence), homme politique ; mariage (09/07/1839) avec Maria-Anna Caroline Cardinali (24/02/1823-09/10/1879)
  - Alexandrine Marie Bonaparte (10/10/1818 à Pérouse – 20/08/1874 à Florence) ; mariage (29/07/1836) avec Vincenzo Valentini (05/04/1808 à Canino – 10/07/1858 à Canino), comte de Laviano, propriétaire, membre de l'Assemblée constituante et ministre des Finances de la République romaine
  - Constance Bonaparte (30/06/1823 à Bologne – 05/09/1876 à Rome), abbesse du couvent du Sacré-Cœur à Rome